# Get Into It (Yuh)
Get Into It (Yuh)  — песня американской певицы и автора песен Doja Cat (Амала Ратна Зандиле Дламини), вышедшая в качестве альбомного трека с её третьего студийного альбома Planet Her. Песня была записана в мае 2021 на лейблах Kemosabe и RCA.

## Композиция
Рэп-песня стиля «squeaky swag» с «глючным», «мерцающим» и «причудливым» продюсированием под влиянием дэнсхолла и bubblegum, «Get Into It (Yuh)» — это дань уважения тринидадской рэперше Ники Минаж, которую Doja Cat благодарит за то, что она «проложила путь к её безупречной поп-рэп-карьере», сказав: «Спасибо, Ники, я люблю тебя!» ближе к концу песни. На протяжении всей песни она заимствует уникальный быстрый рэп-поток, который Минаж часто использовала в начале своей карьеры, и даже интерполирует слова «Got that big rocket launcher» из её дебютного сингла 2010 года «Massive Attack». Вскоре после выхода песни Минаж рассказала в беседе с фанатом в Twitter Space, что Доджа Кэт изначально просила её принять участие в песне, но отказалась от сотрудничества, посчитав, что не сможет привнести ничего уникального и улучшить песню. Минаж попросила команду Доджи прислать ей другую песню, но они так и не сделали этого.

## Отзывы
«Get Into It (Yuh)» после выпуска получил положительные отзывы, рецензенты часто сравнивают его с работами Ники Минаж и Playboi Carti. Consequence охарактеризовал трек как «чванливый»[17], а журнал Clash назвал его «игривым». DIY называет этот трек «ярким» моментом, дополняя «пламенный стиль рэпа» Doja Cat. Sputnikmusic был менее оптимистичен, назвав постановку песни «оправданием раздражающего повторения».
Английская певица Charli XCX назвала «Get Into It (Yuh)» песней года, которую «абсолютно никто [не] превзойдет … в 2021 году».

### Итоговые списки критиков
| Публикация           | Список                     | Ранг   | Ссылок |
| -------------------- | -------------------------- | ------ | ------ |
| Entertainment Weekly | The 10 Best Songs of 2021  | 10     | [ 18 ] |
| The Tab              | Best Songs of 2021         | 17     | [ 19 ] |
| Pitchfork            | The 100 Best Songs of 2021 | 94     | [ 20 ] |
| Pitchfork            | 38 Best Rap Songs of 2021  | Placed | [ 21 ] |

## Музыкальное видео
В ноябре 2021 года Marketing Dive и PR Newswire сообщили, что видеоклип на эту песню находится в производстве совместно с Lifewtr. Сопровождающий трейлер к видеоклипу был выпущен 28 января 2022 года. Позже видео было опубликовано на YouTube 31 января 2022 года.

## Чарты
| Чарт (2021—2022)                       | Высшая позиция |
| -------------------------------------- | -------------- |
| Австралия (ARIA)                       | 30             |
| Канада (Billboard Canadian Hot 100)    | 39             |
| Канада (Billboard CHR/Top 40)          | 27             |
| Франция (SNEP)                         | 190            |
| Мир (Billboard Global 200)             | 41             |
| Греция (IFPI)                          | 33             |
| Ирландия (IRMA)                        | 34             |
| Литва (AGATA)                          | 68             |
| Новая Зеландия (Recorded Music NZ)     | 18             |
| Португалия (AFP)                       | 82             |
| ЮАР (RISA)                             | 32             |
| Швеция (Heatseeker, Sverigetopplistan) | 19             |
| Великобритания (UK Singles Chart)      | 41             |
| США (Billboard Hot 100)                | 23             |
| США (Billboard Dance/Mix Show Airplay) | 15             |
| США (Billboard Hot R&B/Hip-Hop Songs)  | 7              |
| США (Billboard Mainstream Top 40)      | 5              |
| США (Billboard Rhythmic)               | 2              |

| Чарт (2021)                            | Позиция |
| -------------------------------------- | ------- |
| США (Hot R&B/Hip-Hop Songs, Billboard) | 85      |

## Сертификации
| Регион                                                                      | Сертификация | Продажи |
| --------------------------------------------------------------------------- | ------------ | ------- |
| Австралия (ARIA)                                                            | Платиновый   | 70 000  |
| Новая Зеландия (RMNZ)                                                       | Золотой      | 15 000  |
| Великобритания (BPI)                                                        | Серебряный   | 200 000 |
| Данные о продажах + прослушиваниях приведены только на основе сертификации. |              |         |